# 加納町 (神戸市)

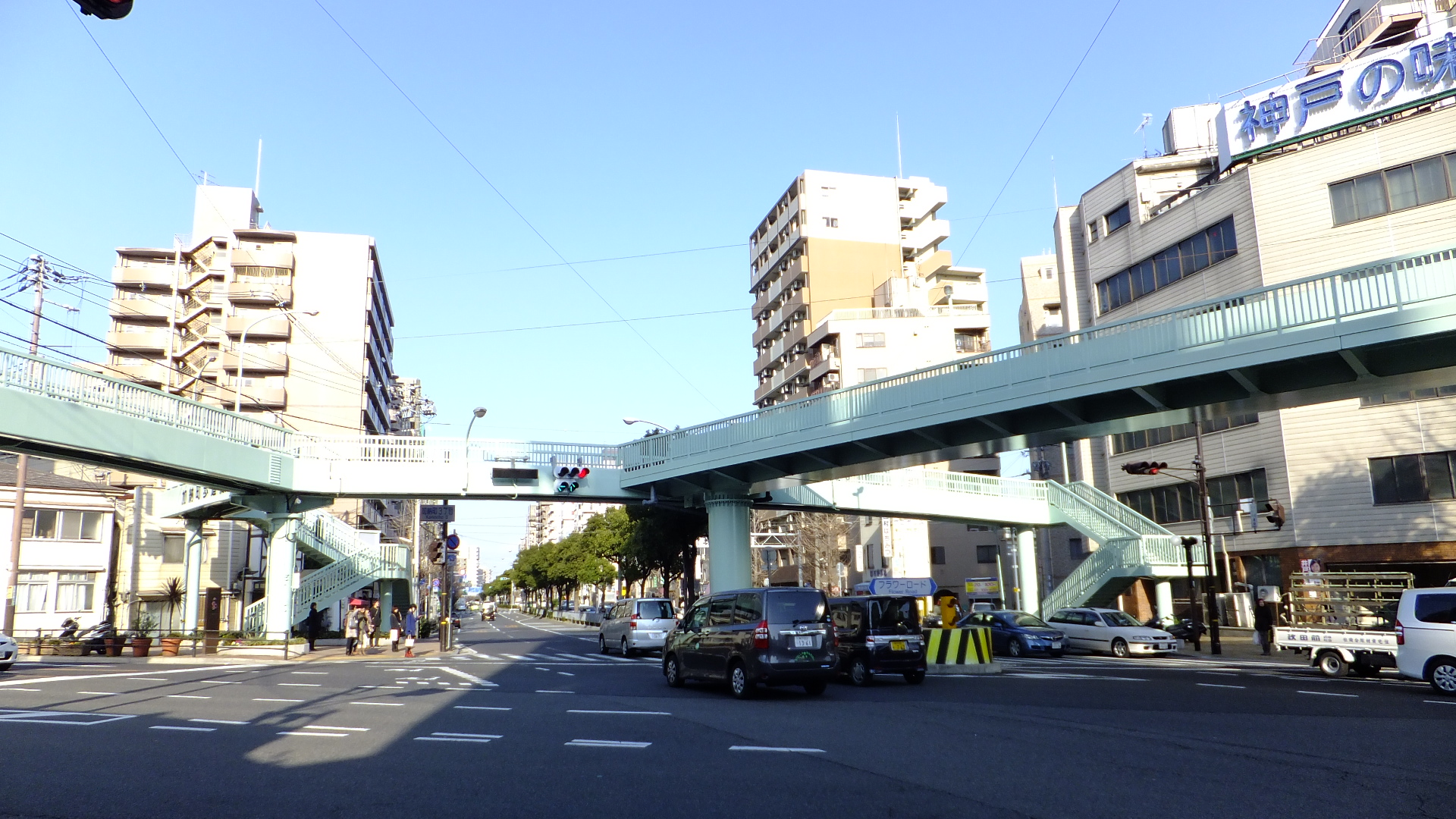
加納町の街並み
加納町3丁目で撮影

加納町（かのうちょう）は、兵庫県神戸市中央区の町名の一つで、旧生田区東端、旧生田川河道上にあたる。郵便番号：650-0001

## 地理
南北に非常に長く新神戸駅周辺の山際から旧海岸線までがこの町の範囲である。一見途切れている様に見えるが五丁目はフラワーロード上のみにあり、その下に地下商店街さんちかがあるが、さんちかで使用されている住所はすべて、管理者である神戸地下街株式会社の所有する神戸交通センタービルの立地する三宮町一丁目10番1号で取り扱われている。北東で僅かに葺合町と接し、東は北から順に熊内町、生田町、布引町、雲井通、小野柄通、御幸通、磯上通、八幡通、磯辺通、浜辺通、南は新港町、西は南から海岸通、東町、江戸町、三宮町、北長狭通、中山手通、山本通、北野町、北が神戸港地方。北から順に一～六丁目がある。

## 歴史

東遊園地にある加納宗七の銅像（兵庫県神戸市）

明治中期から区制施行まで「神戸」を冠して神戸加納町と呼ばれていた。昭和6年（1931年）より神戸区、昭和20年（1945年）より生田区、昭和55年（1980年）より中央区。
旧・生田川の河川敷で、右岸下流に設けられた外国人居留地が河川の氾濫の被害を受ける事から、明治4年（1871年）6月に河道の付け替え工事が行われ、旧河川敷13万8千m2を一番が和歌山町の有本明、二番が神戸上組の加納宗七で落札し、談合の結果共同で市街地再開発を行う事になり、同年11月から埋立工事、中央の延長1600m・幅18mの道路の東西に街区が作られ明治6年（1873年）5月に完成の際西側に加納宗七に因み加納町と名づけられた。加納宗七はその他、旧生田川下流を開いて港を作り、加納湾と呼ばれ、一緒に工事に関わった有本明に因み有本町の地名も用いられたが町名として定着しなかった。神戸港の大修築工事で加納湾は無くなった。
- 開港に伴い兵庫県が米国人に旧居留地東遊地を貸与。
- 明治4年（1871年）、生田川の付け替え工事行われる。アメリカ領事館置かれる。
- 明治6年（1873年）、加納町と命名される。
- 明治8年（1875年）、東遊地を諸外国との約定で「内外人遊園」と改称。
- 明治14年（1881年）、アメリカ領事館が浪花町へ移転。
- 明治32年（1899年）、内外人遊園が市の管理になる。一時加納町遊園と呼ばれたこともあった。
- 明治38年（1905年）、阪神電気鉄道終点が近くに設けられる。
- 明治43年（1910年）、神戸電気鉄道（後の神戸市電）が春日野道～兵庫駅前間に開通し、滝道停留所が近くに設置される。
- 大正元年（1912年）、滝道から布引線が開通。
- 大正3年（1914年）、二丁目に私立神戸女子高等技芸学校（後の塩原学園和洋裁専門学校）開設。
- 大正11年（1922年）、市電山手線開通。
- 昭和6年（1931年）、国鉄（現JR）三ノ宮駅が現在地に移転。
- 昭和8年（1933年）、市電臨港線（単線）開通。付近に十合呉服店（そごう）神戸支店が移転。阪神電気鉄道が地下駅を設ける。
- 昭和10年（1935年）、市電東部国道線が開通。
- 昭和11年（1936年）、阪神急行電鉄（現阪急電鉄）が四丁目に高架乗り入れし神戸駅設置（昭和43年三宮駅と改称）。
- 戦前まで現・新神戸駅前にあたる新生田川畔に加納宗七の銅像が建てられていたが、戦時中の金属回収で姿を消す[2]。
- 昭和28年（1953年）、神戸市立中央市民病院、長田区三番町一丁目から移転。
- 昭和31年（1956年）、アメリカ領事館完工。
- 昭和32年（1957年）、神戸市新庁舎完成。
- 昭和47年（1972年）、山陽新幹線新神戸駅を一丁目に設置。
- 昭和55年（1980年）、一部が北野町一～四丁目・三宮町一～三丁目・新港町となり、中山手通一～八丁目・布引町一～四丁目・神戸港地方の各一部を編入。
- 昭和56年（1981年）2月、東遊園地の入り口に加納宗七の銅像が建てられ、前を流れるスプリング・ストーンに「加納橋」を架けて顕彰[2]。中央市民病院、港島中町四丁目へ再移転。
- 昭和58年（1983年）、山麓バイパス開通。
- 昭和60年（1985年）、神戸市営地下鉄西神・山手線（新神戸～大倉山）開通。
- 平成30年（2018年）、加納町三丁目および四丁目が暴力団排除条例の改正に伴い暴力団排除特別強化地域に指定[3]。

## 人口統計
- 平成17年国勢調査（2005年10月1日現在）での世帯数1,203、人口1,760、うち男性805人、女性955人[4]
- 昭和63年（1988年）の世帯数641・人口1,437[5]。
- 昭和35年（1960年）の世帯数1,036・人口3,909[5]。
- 大正9年（1920年）の世帯数1,251・人口5,602[5]。
- 明治25年（1892年）の戸数678・人口2,630[6][5]